# Телевізійний стандарт

Телевізійні стандарти за країнами.

Стандарт телевізійного мовлення — параметри що визначають систему телебачення, тобто спосіб, яким зображення буде передаватись від телевізійної станції до глядача.
Вже в епоху чорно-білого телебачення виникло кілька різних стандартів розкладання зображення, що відрізнялися числом рядків, частотою кадрів та іншими параметрами. Перехід до кольорового телебачення помножив число систем, так як на різні стандарти розкладання накладалися стандарти кодування кольору.
Більшість країн на Землі використовують модифікації трьох телевізійних стандартів NTSC, PAL та SECAM. Основні технічні характеристики цих стандартів розгдглянуті далі.

## NTSC
Перший кольоровий стандарт телебачення. Прийнятий у США в 1953 році. Японія друга почала мовлення в 1960 запозичивши цей стандарт в США. Прийнятий у багатьох країнах Американського континенту а також у деяких країнах Азії.
| Система                            | NTSC M       |
| ---------------------------------- | ------------ |
| Рядки                              | 525          |
| Кадри                              | 60           |
| Частота рядкової розгортки         | 15.734 кГц   |
| Частота кадрової розгортки         | 60 Гц        |
| Частота несної колірної компоненти | 3.579545 МГц |
| Смуга пропускання відео            | 4.2 МГц      |
| Частота несучої звуку              | 4.5 МГц      |

## PAL
Стандарт PAL (Phase Alternating Line) був розроблений на початку 60-х років 20 століття і використовується у більшості країн Європи. PAL використовує ширшу смугу пропускання і, як наслідок, забезпечує ліпшу якість зображення і звуку.
| Система                             | PAL B, G,H   | PAL I        | PAL D        | PAL N        | PAL M        |
| ----------------------------------- | ------------ | ------------ | ------------ | ------------ | ------------ |
| Рядки                               | 625          | 625          | 625          | 625          | 525          |
| Кадри                               | 50           | 50           | 50           | 50           | 60           |
| Частота рядкової розгортки          | 15.625 кГц   | 15.625 кГц   | 15.625 кГц   | 15.625 кГц   | 15.750 кГц   |
| Частота кадрової розгортки          | 50 Гц        | 50 Гц        | 50 Гц        | 50 Гц        | 60 Гц        |
| Частота несучої колірної компоненти | 4.433618 МГц | 4.433618 МГц | 4.433618 МГц | 3.582056 МГц | 3.575611 МГц |
| Смуга пропускання відео             | 5.0 МГц      | 5.5 МГц      | 6.0 МГц      | 4.2 МГц      | 4.2 МГц      |
| Частота несучої звуку               | 5.5 МГц      | 6.0 МГц      | 6.5 МГц      | 4.5 МГц      | 4.5 МГц      |

## SECAM
Стандарт SECAM (Sequential Couleur Avec Memoire or Sequential Colour with Memory) був розроблений на початку 60-х років 20 століття і використовується, в основному, у Франції та СНД. SECAM використовує таку саму смугу пропускання, що й PAL, але передає колірну інформацію окремо.
| Система                 | SECAM B, G,H | SECAM D, K,K1,L |
| ----------------------- | ------------ | --------------- |
| Рядки/Розгортка         | 625/50       | 625/50          |
| Частота рядків          | 15.625 кГц   | 15.625 кГц      |
| Частота кадрів          | 50 Гц        | 50 Гц           |
| Смуга пропускання відео | 5.0 МГц      | 6.0 МГц         |
| Частота несучої звуку   | 5.5 МГц      | 6.5 МГц         |

## Цифрові телевізійні стандарти

Зони дії цифрових стандартів ТБ

В даний час йде впровадження цифрового телебачення та телебачення високої чіткості.
- DVB-T — європейське ефірне цифрове мовлення,
- DVB-C — європейське кабельне цифрове мовлення,
- DVB-S — європейське супутникове цифрове мовлення,
- ATSC — американське цифрове мовлення,
- ISDB — японське і південноамериканське цифрове мовлення,
- DMB-T/H — китайське цифрове мовлення.

## Зноски
1. ↑  Що таке Телевізійний стандарт (TV STANDARD)? Визначення за ДСТУ 3807-98 ТЕЛЕБАЧЕННЯ Терміни та. dbn.co.ua. Процитовано 3 грудня 2023.
2. ↑  Hifi Glossar. www.stereo.de (de-DE) .
3. ↑  Television - Resolution, Frequency, Compression | Britannica. www.britannica.com (англ.). Процитовано 3 грудня 2023.
4. 1 2  Schlyter, Paul. Analog TV Broadcast Systems. Процитовано 3 грудня 2023.